# European Piano Teachers Association
Die European Piano Teachers Association (EPTA) (Europäische Vereinigung der KlavierlehrerInnen) ist der kontinentale Dachverband der Tastenpädagogen in Europa und dient der pädagogischen, wissenschaftlichen und künstlerischen Förderung des Klavierspiels.
Die EPTA wurde 1978 von Carola Grindea in London gegründet, wo sich auch der Hauptsitz befindet. Heute gibt es in fast allen europäischen Ländern Sektionen; assoziiert sind zudem Organisationen in Brasilien, Kanada, Indien, Argentinien und Chile. Präsident der EPTA ist in jährlich wechselndem Turnus der Präsident einer Landessektion (analog zur EU), Vizepräsidenten sind alle anderen Sektionspräsidenten zugleich.
Zentrales Informationsorgan ist das EPTA-Journal, das dreimal jährlich erscheint.